# 堀内茂
堀内 茂（ほりうち しげる、1948年〈昭和23年〉10月3日 - ）は、日本の政治家。山梨県富士吉田市長（5期）。元山梨県議会議員（1期）。

## 来歴
東京都出身。1971年（昭和46年）3月、日本大学経済学部卒業。同年4月、株式会社ホテルオークラに就職。1975年（昭和50年）9月、富士急行に転職。
1987年（昭和62年）4月から山梨県議会議員を1期務める。
1997年（平成9年）12月から2005年（平成17年）12月まで山梨県人事委員会委員を務める。
2007年（平成19年）4月22日に行われた富士吉田市長選挙に無所属で出馬。元県議の渡辺正志を相手に522票の小差で初当選（堀内：17,105票、渡辺：16,583票）。投票率は81.07％だった。4月27日、市長に就任。
2011年（平成23年）4月の市長選で再び渡辺正志と争い2選（堀内：19,421票、渡辺：13,439票）。投票率は80.38％だった。
2015年（平成27年）4月の市長選で元市議の勝俣進を相手に3選（堀内：18,413票、勝俣：11,516票）。投票率は74.74％だった。
2019年（平成31年）4月の市長選で再び勝俣進を相手に4選（堀内：16,146票、勝俣：13,279票）。投票率は73.12％だった。
2023年（令和5年）4月22日の富士吉田市長選挙では元県議の早川浩を相手に5選（堀内：15,533票、早川12,499票）。投票率は71.52％だった。